# Vladimir Popov
Vladimir Popov, född 1 januari 1962 i Barnaul i Altaj kraj, död 2 augusti 2025, var en rysk brottare som tävlade för Sovjetunionen under sin aktiva karriär. Han tog OS-brons i lätt tungviktsbrottning i den grekisk-romerska klassen 1988 i Seoul.